# Eldersburg
Eldersburg é uma Região censo-designada localizada no estado americano de Maryland, no Condado de Carroll.

## Demografia
Segundo o censo americano de 2000, a sua população era de 27.741 habitantes.

## Geografia
De acordo com o United States Census Bureau tem uma área de
109,1 km², dos quais 103,8 km² cobertos por terra e 5,3 km² cobertos por água.

## Localidades na vizinhança
O diagrama seguinte representa as localidades num raio de 20 km ao redor de Eldersburg.